# Jahrbuch der Brüder Grimm-Gesellschaft
Das Jahrbuch der Brüder Grimm-Gesellschaft (JbBGG) ist ein seit 1991 unregelmäßig erscheinendes, vorwiegend literaturwissenschaftliches Periodikum, das sich in interdisziplinärer Weise mit dem Leben und Werk der Brüder Jacob, Wilhelm und Ludwig Emil Grimm sowie dem Sohn Wilhelms, Herman Grimm, auseinandersetzt.
Das Jahrbuch der Brüder Grimm-Gesellschaft bietet ein internationales Forum für wissenschaftliche Beiträge zu allen Gebieten, auf denen Jacob und Wilhelm Grimm tätig waren. Seine Themenbereiche umfassen die germanische Sprach- und Literaturwissenschaft, Rechts- und Geschichtswissenschaft, Religionswissenschaft und Literarische Volkskunde genauso wie die romanischen, slawischen, keltischen und finno-ugrischen Philologien. Es dient der biographischen Forschung und der wissenschaftlichen Einordnung von Neuerscheinungen zu Leben und Werk der Brüder Grimm. Außerdem führt es eine laufende Brüder Grimm-Bibliographie, einen Rezensionsteil sowie Mitteilungen über wissenschaftliche Veranstaltungen sowie zum Echo des Werkes der Brüder Grimm im In- und Ausland. Es enthält zudem die Berichte über die Mitgliederversammlungen der Brüder Grimm-Gesellschaft.
Das Jahrbuch wird im Auftrag des Vorstandes der Brüder Grimm-Gesellschaft in Verbindung mit Maria Teresa Cortez (Aveiro), Rotraut Fischer (Darmstadt), Ewald Grothe (Wuppertal) und Heidrun Helwig (Gießen) von Bernhard Lauer (Kassel) herausgegeben und erscheint im Verlag der Brüder Grimm-Gesellschaft. Frühere zeitweilige Herausgeber waren Holger Ehrhardt (Kassel), Hartmut Kugler (Erlangen), Fritz Paul (Göttingen), Bärbel Plötner (Lyon), Lutz Röhrich (Freiburg) und Ruth Schmidt-Wiegand (Marburg).
Bisher erschienen insgesamt fünfzehn Bände des Jahrbuchs, davon die ersten zehn von 1991 bis 2000 (1991–2005) als Einzelbände, von Jahrgang 2001–2002 (XI-XII, 2006) bis 2009–2010 (XIX-XX, 2019) jeweils als Doppelbände.
Seit 1963 (und seit 1991 parallel zum Jahrbuch der Brüder Grimm-Gesellschaft) erschienen unter dem Titel Brüder Grimm Gedenken bis 2012 unregelmäßig 17 Sammelbände über Leben und Werk der Brüder Grimm. Bis Band 9 (1990) wurden sie in der Reihe Schriften der Brüder Grimm-Gesellschaft publiziert.